# 驯鹿行动
驯鹿行动是第二次世界大战期间，德军发动的作战行动，意在保护芬兰佩察莫省附近的镍矿，以免矿产资源在芬兰与苏联再度爆发战争时被苏方占据。
德国占领挪威后，德方于1940年8月13日开始制定作战计划，于10月完成策划。在计划中，為避免苏军占领佩察莫的采矿场，挪威山地军下辖的2个师将占领佩察莫。最終第2山地师於1941年6月22日占领了里纳哈马里周边地区，第3山地师则占领了洛施塔里。